# Brasil no Festival de Berlim
O Festival Internacional de Cinema de Berlim é um importantissímo festival de cinema que acontece na capital da Alemanha, Berlim, desde 1951. O Urso de Ouro, honraria maxima do festival, foi conquistada pelo Brasil em duas vezes. Sendo a primeira em 1998, com Central do Brasil, de Walter Salles, e a segunda em 2008 com Tropa de Elite, de José Padilha.

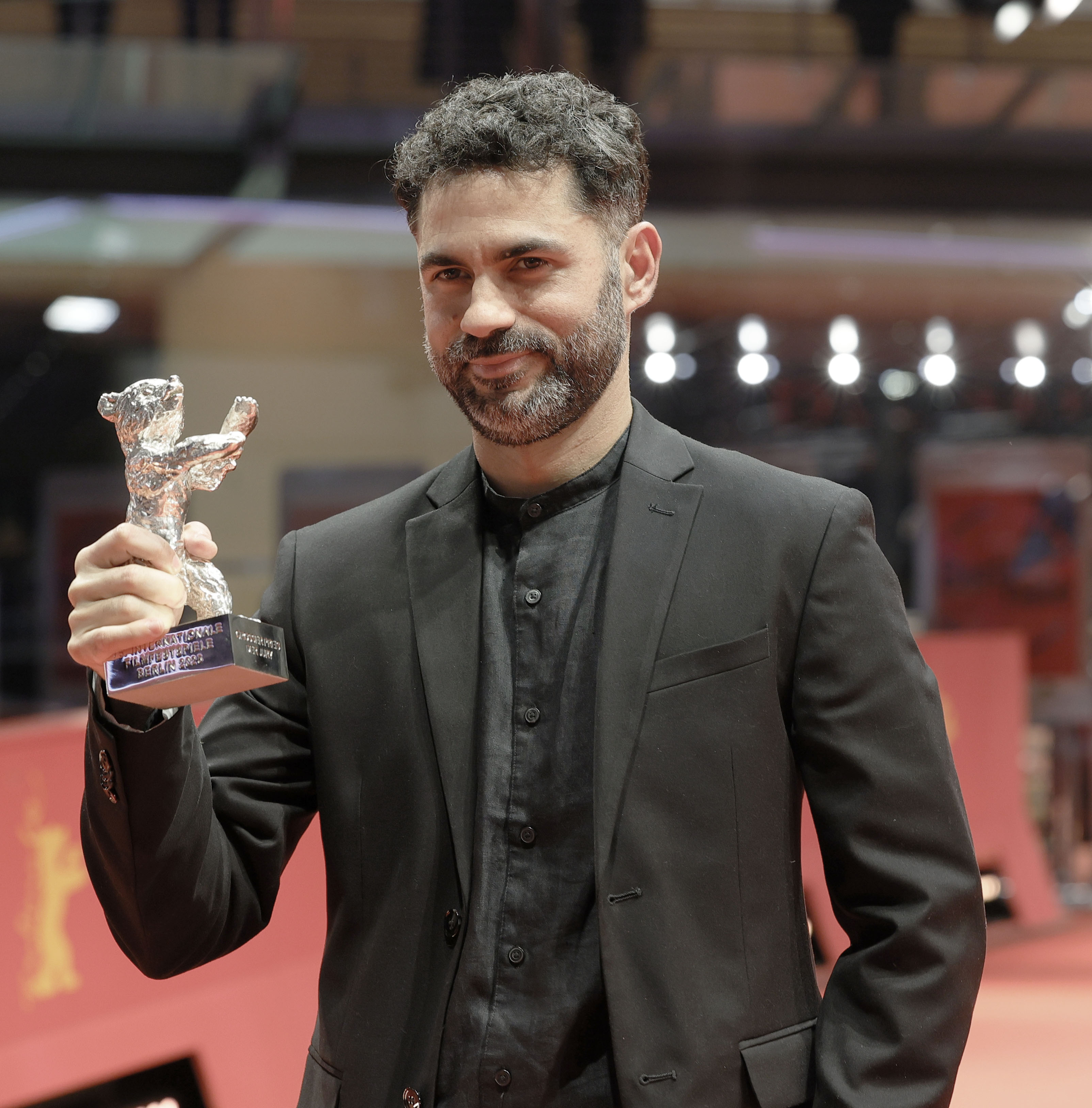
Gabriel Macaro com o Urso de Prata do Grande Prémio do Júri em 2025

O Brasil também foi agraciado com o Urso de Prata de Melhor Atriz em três ocassiões, em 1986 quando Marcélia Cartaxo ganhou o premio por A Hora da Estrela; em 1987 quando Ana Beatriz Nogueira foi premeada por Vera; e em 1998 quando Fernanda Montenegro foi laureada por Central do Brasil.  Além do premio de melhor atriz, o brasil tambem foi premeado quatro vezes com o Grande Prémio do Júri, em 1964 Os Fuzis de Ruy Guerra ;em 1969 Brasil Ano 2000 de Walter Lima e Jr;em 1978 A Queda de Ruy Guerra e Nelson Xavier.;e em 2025 com O Ultimo Azul, de Gabriel Mascaro.

## Urso de Ouro
| Ano  | Filme                                   | Diretor                                | Resultado |
| ---- | --------------------------------------- | -------------------------------------- | --------- |
| 1954 | Sinhá Moça                              | Tom Payne                              | Indicado  |
| 1959 | Meus Amores no Rio                      | Carlos Hugo Christensen                | Indicado  |
| 1961 | A Morte Comanda o Cangaço               | Carlos Coimbra e Walter Guimares Motta | Indicado  |
| 1962 | Os Cafajestes                           | Ruy Guerra                             | Indicado  |
| 1963 | Garrincha, Alegria do Povo              | Joaquim Pedro de Andrade               | Indicado  |
| 1964 | Os Fuzis                                | Ruy Guerra                             | Indicado  |
| 1965 | Vereda da Salvação                      | Anselmo Duarte                         | Indicado  |
| 1966 | O Padre e a Moça                        | Joaquim Pedro de Andrade               | Indicado  |
| 1967 | El ABC del amor                         | Rodolfo Kuhn                           | Indicado  |
| 1968 | Fome de Amor                            | Nelson Pereira dos Santos              | Indicado  |
| 1969 | Brasil Ano 2000                         | Walter Lima Jr.                        | Indicado  |
| 1970 | O Profeta da Fome                       | Maurice Capovilla                      | Indicado  |
| 1970 | Os Deuses e os Mortos                   | Ruy Guerra                             | Indicado  |
| 1972 | A Faca e o Rio                          | George Sluizer                         | Indicado  |
| 1973 | Toda Nudez Será Castigada               | Arnaldo Jabor                          | Indicado  |
| 1974 | Sagarana, o Duelo                       | Paulo Thiago                           | Indicado  |
| 1976 | Fogo Morto                              | Marcos Farias                          | Indicado  |
| 1977 | Tenda dos Milagres                      | Nelson Pereira dos Santos              | Indicado  |
| 1978 | A Queda                                 | Ruy Guerra                             | Indicado  |
| 1983 | Pra Frente, Brasil                      | Roberto Farias                         | Indicado  |
| 1986 | A Hora da Estrela                       | Suzana Amaral                          | Indicado  |
| 1987 | Vera                                    | Sérgio Toledo                          | Indicado  |
| 1994 | A Terceira Margem do Rio                | Nelson Pereira dos Santos              | Indicado  |
| 1997 | O que é isso, companheiro?              | Bruno Barreto                          | Indicado  |
| 1998 | Central do Brasil                       | Walter Salles                          | Venceu    |
| 2007 | O Ano em Que Meus Pais Saíram de Férias | Cao Hamburger                          | Indicado  |
| 2008 | Tropa de Elite                          | José Padilha                           | Venceu    |
| 2012 | Tabu                                    | Miguel Gomes                           | Indicado  |
| 2017 | Joaquim                                 | Marcelo Gomes                          | Indicado  |
| 2020 | Todos os mortos                         | Caetano Gotardo e Marco Dutra          | Indicado  |
| 2025 | O Último Azul                           | Gabriel Mascaro                        | Indicado  |

## Grande Prémio do Júri
| Ano  | Filme           | Diretor         | Resultado |
| ---- | --------------- | --------------- | --------- |
| 1964 | Os Fuzis        | Ruy Guerra      | Venceu    |
| 1969 | Brasil Ano 2000 | Walter Lima Jr. | Venceu    |
| 1978 | A Queda         | Ruy Guerra      | Venceu    |
| 2025 | O Ultimo Azul   | Gabriel Mascaro | Venceu    |

## Urso de Prata de Melhor Atriz
| Ano  | Atriz                | Filme             | Resultado |
| ---- | -------------------- | ----------------- | --------- |
| 1986 | Marcélia Cartaxo     | A Hora da Estrela | Venceu    |
| 1987 | Ana Beatriz Nogueira | Vera              | Venceu    |
| 1998 | Fernanda Montenegro  | Central do Brasil | Venceu    |